# Massengräber in Komenda
Auf dem Gebiet der Gemeinde Komenda in Slowenien wurden bisher (Stand 2/2024) insgesamt drei Massengräber aus der Zeit um den Zweiten Weltkrieg gefunden.

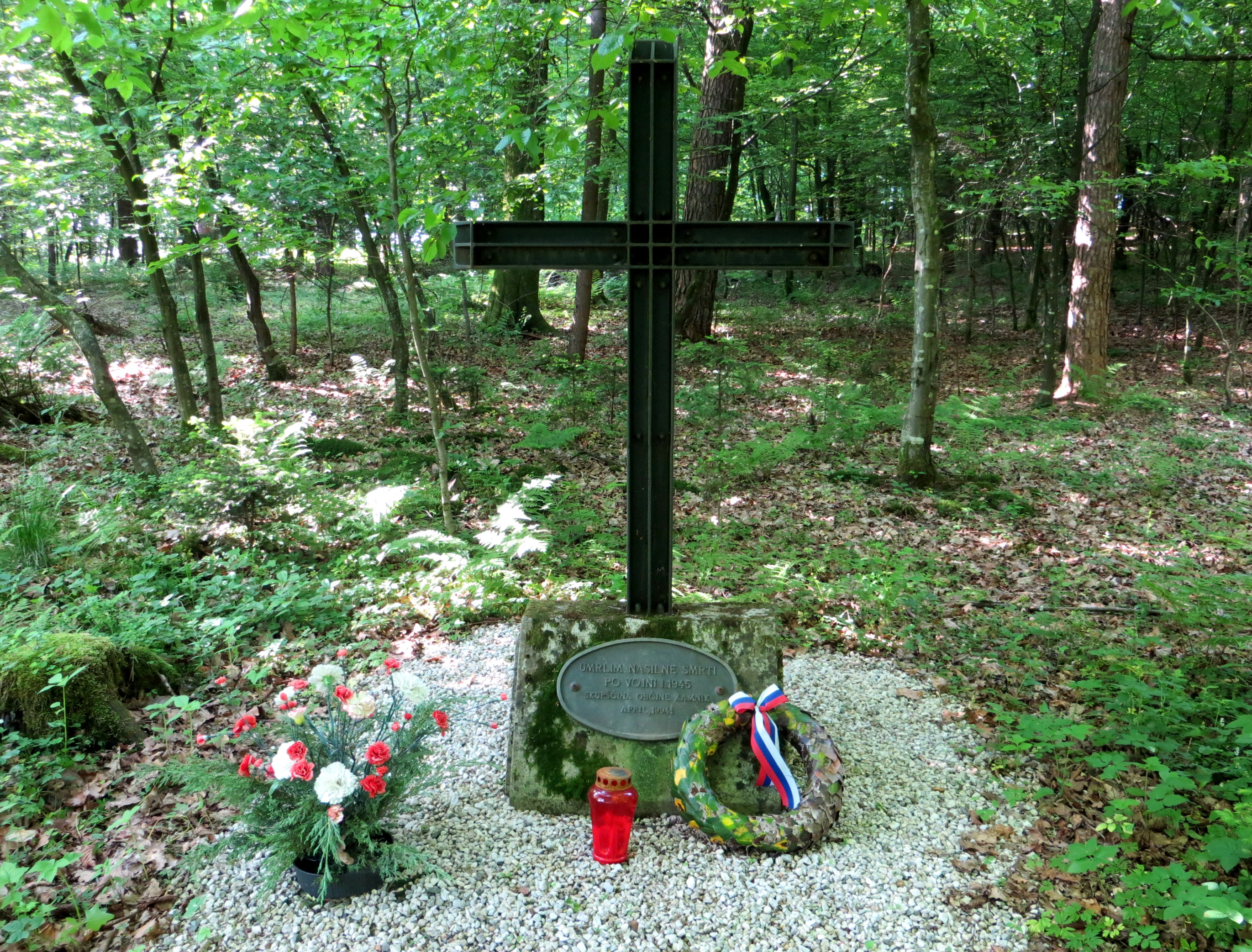
Grobišče Sveščeva jelša

## Komenda
In Komenda fand man ein Massengrab, das mit dem Zweiten Weltkrieg in Verbindung steht.
- Das Massengrab am Svešek-Erlenwald (slowenisch: Grobišče Sveščeva jelša) liegt am Rande des Svešek-Erlenwaldes an einer Forststraße nordwestlich von Žeje pri Komendi. Es enthält die Überreste von 10 bis 15 Häftlingen aus Kamnik, die im Mai und Juni 1945 ermordet wurden. Unbekannt sind ihre Nationalität und ob es sich um Soldaten oder Zivilisten handelte.[1]

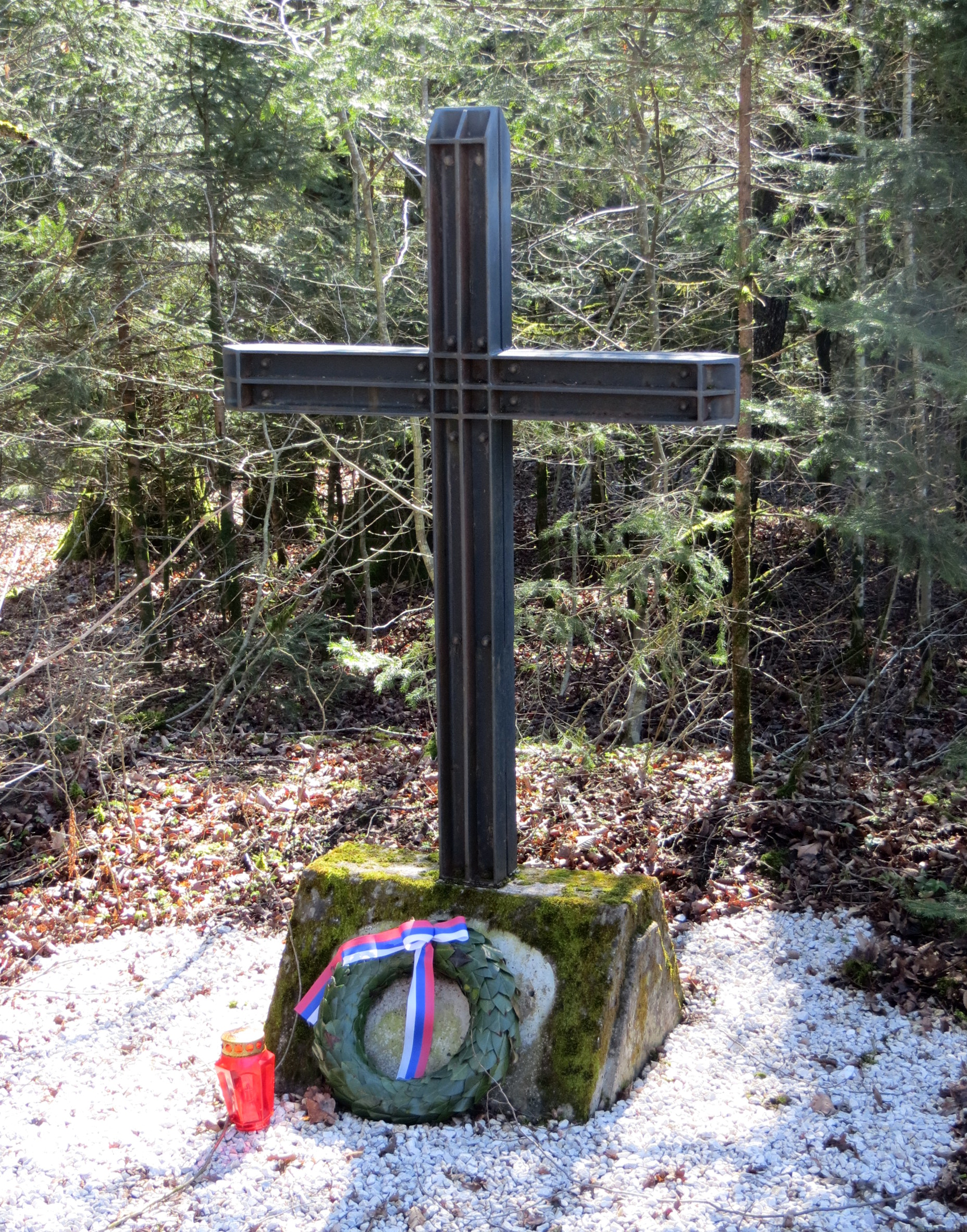
Grobišče Smovc

## Žeje pri Komendi
In Žeje pri Komendi befinden sich zwei bekannte Massengräber aus der Zeit unmittelbar nach dem Zweiten Weltkrieg. In den Gräbern liegen die Überreste von 10 bis 15 Häftlingen aus Kamnik, die im Mai und Juni 1945 ermordet wurden. Ihre Nationalität und ob es sich um Soldaten oder Zivilisten handelte, ist unbekannt. 
- Das Massengrab am Kuhar-Forst (Grobišče Kuharjev boršt) liegt in der Nähe eines Weges am Rande eines Waldes nördlich der Hauptsiedlung.[2]

- Das Massengrab von Smovc (Grobišče Smovc) liegt südwestlich der Hauptsiedlung.[3]